# L'Amour en fuite
L'Amour en fuite és una pel·lícula francesa de 1979 dirigida pel cineasta François Truffaut. És la cinquena i darrera part de la sèrie de Truffaut sobre el personatge Antoine Doinel, formada per les prèvies pel·lícules Les Quatre Cents Coups (1959), Antoine et Colette (1962), Baisers volés (1968) i Domicile conjugal (1970).
L'Amour en fuite va ser presentada a la 29a edició del Festival Internacional de Cinema de Berlín.

## Argument
Antoine i Christine estan casats des de fa vuit anys. Christine dona cursos de violí al Conservatori, Antoine ha escrit una novel·la. Liliane esdevé la nova alumna i amiga de Christine. Liliane escriu llibres per nens i Christine esdevé il·lustradora dels llibres. A Antoine li agrada llegir novel·les de Colette. Llavors veu lesbianes per tot arreu: « Al teu lloc vigilaria », li diu a Christine. Finalment l'enganyarà amb Liliane. Antoine dona una explicació que s'assembla el cent per cent. Havia ofert un llibre a Liliane i l'endemà veu que per protegir aquest llibre, l'havia recobert amb paper de diari. Queda tan emocionat que de seguida se'n va al llit amb ella. « Necessita una dona, una mestra, una germana petita o d'una dida, una infermera i jo em sento incapaç de fer tots els papers a la vegada », declara Liliane a Christine explicant la seva ruptura amb Antoine.

## Repartiment
- Jean-Pierre Léaud: Antoine Doinel
- Claude Jade: Christine Doinel
- Marie-France Pisier: Colette
- Dorothée: Sabine Barnerias
- Daniel Mesguich: Xavier Barnerias
- Julien Bertheau: Monsieur Lucien
- Jean-Pierre Ducos: Advocat de Christine
- Marie Henriau: el jutge
- Rosy Varte: mare de Colette
- Julien Dubois: Alphonse Doinel
- Pierre Dios: M. Renard
- Alain Ollivier: el jutge a Aix
- Monique Dury: Sra. Ida
- Emmanuel Clot: l'amic a la impremta[3]

## Al voltant de la pel·lícula
- L'Amor en fugida conclou la sèrie de les pel·lícules de François Truffaut posant en escena el personatge d'Antoine Doinel : Els Quatre-cents Cops (1959), Antoine i Colette (1962), Baisers volés (1968) i Domicile conjugal (1970).
- En el seu llibre, La Delicadesa, David Foenkinos evoca la primera part de la pel·lícula i la cançó homònima d'Alain Souchon (capítol 66).[4]

## Premis i nominacions

### Premis
- 1980. César a la millor música per Georges Delerue

### Nominacions
- 1979. Os d'Or